# Tokolytikum
Ein Tokolytikum (von „tokos“ (gr) = „Geburt“, „Wehe“ // „lyein“ (gr) = „lösen“) auch Wehenhemmer genannt ist ein Wirkstoff, der die Wehentätigkeit unterdrückt. Tokolytika werden medizinisch eingesetzt, um frühzeitige Geburten zu verhindern oder bei bestimmten Geburtskomplikationen wie z. B. einem Nabelschnurvorfall oder einer Querlage des Kindes in der Gebärmutter (Uterus) das weitere Austreiben durch die Wehenhemmung zu unterdrücken.

## Wirkstoffe
- Fenoterol ist ein β2-Sympathomimetikum, das an den β-Rezeptoren des Uterus ansetzt. Die Nebenwirkungen, die durch β-Rezeptoren am Herzen bedingt sind, umfassen Tachykardie (schnelle Herzfrequenz), Blutdruckabfall und Anstieg des Herzzeitvolumens. Als unangenehm empfunden werden die damit einhergehende Unruhe, Muskelzittern und evtl. Atemnot.

- Nifedipin ist ein Calciumantagonist und wird bereits seit Jahren in der Inneren Medizin eingesetzt, z. B. bei Bluthochdruck (Hypertonie). Im Tierversuch zeigte er embryotoxische bzw. teratogene Wirkungen.[1] Bei vorzeitigen muttermundwirksamen Wehen vermag die tokolytische Therapie mit Nifedipin die Geburt in 75–93 % der Fälle um 48 Stunden und in 62–78 % der Fälle um 7 Tage zu verzögern.[2]

- Atosiban (Tractocile) wirkt als Oxytocin-Antagonist.

- Auch Hemmstoffe der Prostaglandinsynthese wie Indometacin wirken tokolytisch.[2]

- Die Verwendung von Präparaten aus Kalanchoe pinnata (Bryophyllum) in der anthroposophischen Medizin zur Tokolyse ist in der Literatur beschrieben.[3]